# Abassy
Abassy eram demônios na mitologia iacuta, habitantes do submundo. Seus dentes eram feitos de ferro e nunca andavam sozinhos, mas em grupos com sete elementos cada.